# Дрезденски замък-резиденция
Дрезденският замък-резиденция или също „дворецът-резиденция“ (на немски: Dresdner Residenzschloss) е бившата резиденция на саксонските курфюрсти от 1464 до 1485 и от 1547 и 1896 и кралете на Саксония от 1806 до 1918 г.
Той е сред най-старите сгради на Дрезден. В неговата архитектура има стилове от романиката до еклектизма. За първи път е споменат през 1289 г. След това е преустройван многократно и окончателно е придобил днешния си вид през 1901 г. когато е проведена последната голяма реконструкция. Замъкът се намира в историческия стар център на Дрезден (на немски: Altstadt).
В замъка от 1984 г. се помещават музеят Грюнес Гевьолбе (на немски: Grünes Gewölbe), нумизматичният кабинет (на немски: Münzkabinett), гравюрният кабинет (на немски: Kupferstich-Kabinett) и оръжейната палата (на немски: Rüstkammer) с турската камера (на немски: Türckische Cammer).

## Галерея
- Покрития преход от замъка до катедралната църква Света троица.
- Западната страна на замъка от покрива на Цвингера, в средата е наблюдателната кула с височина на върха 101 м.